# USS Unicorn (SS-436)
USS Unicorn (SS-436), okręt podwodny typu Tench był drugim okrętem US Navy noszącym nazwę pochodzącą od narwala. Jego konstrukcja została zatwierdzona i budowę rozpoczęto w Electric Boat Company w Groton, stępkę położono 25 kwietnia 1945. Kontrakt anulowano 7 stycznia 1946, jednak prace zostały wznowione 26 lutego 1946, aby "ukończyć niektóre rzeczy" (ang. completion of specific items) i okręt został wodowany 1 kwietnia 1946. Matką chrzestną została pani William A. Rowan, i włączony do służby 3 września. Odholowany do Portsmouth Naval Shipyard 15 września okręt został przesunięty do New London dwa miesiące później i włączony do Atlantyckiej Floty Rezerwowej. Pozostawał poza służbą, w rezerwie, do 29 czerwca 1958, kiedy został skreślony z listy floty i sprzedany na złom.
Ten artykuł zawiera treści udostępnione w ramach domeny publicznej przez Dictionary of American Naval Fighting Ships. 